# 博科文卡河
博科文卡河（烏克蘭語：Боковенька），是烏克蘭的河流，位於該國中部，屬於博科瓦河的支流，發源自瓦西利夫卡附近，流經基洛夫格勒州和第聶伯羅彼得羅夫斯克州，河道全長72公里，流域面積1,320平方公里。